# Nairobi Dam
Nairobi Dam är en dammbyggnad i Kenya.   Den ligger i länet Nairobi, i den sydvästra delen av landet, i huvudstaden Nairobi. Nairobi Dam ligger 1 682 meter över havet.
Terrängen runt Nairobi Dam är lite kuperad, och sluttar brant österut. Runt Nairobi Dam är det ganska tätbefolkat, med 166 invånare per kvadratkilometer. Närmaste större samhälle är Kibera, 1,9 km väster om Nairobi Dam. Runt Nairobi Dam är det i huvudsak tätbebyggt.